# Durch die Wälder, durch die Auen
Durch die Wälder, durch die Auen is een West-Duitse filmkomedie uit 1956 onder regie van Georg Wilhelm Pabst.

## Verhaal
De Duitse componist Carl Maria von Weber is op weg naar Praag met zijn geliefde Caroline Brandt. Op een kasteel schrijft hij een van zijn symfonieën. De slotheer heeft een oogje op Caroline.

## Rolverdeling
| Acteur         | Personage                      |
| -------------- | ------------------------------ |
| Eva Bartok     | Caroline Brandt                |
| Peter Arens    | Carl Maria von Weber           |
| Joe Stöckel    | Treml                          |
| Rudolf Vogel   | Valerian                       |
| Karl Schönböck | Graaf Enzio von Schwarzenbrunn |
| Michael Cramer | Konrad                         |
| Carolin Reiber | Marie                          |
| Maria Stadler  | Anna                           |